# Batalha de Magnésia
A Batalha de Magnésia foi travada em 190 a.C. perto de Magnésia, nas planícies de Lídia, entre o exército romano, dirigido pelo cônsul Lúcio Cornélio Cipião e o seu irmão, o general Cipião o Africano, com o seu aliado Eumenes II de Pérgamo contra o exército de Antíoco III Megas, do Império selêucida, apoiado pelos gálatas. A decisiva vitória romana terminou a guerra pelo controle da Grécia.
A principal fonte histórica desta batalha é Tito Lívio, que falseia a história para ampliar a glória militar romana e a sua superioridade moral. Também há um relato escrito por Apiano, com faltas similares.

## Antecedentes
Depois que a guerra contra Antíoco III Megas terminou na Grécia, esta transladou-se para a Anatólia, onde o cônsul Lúcio Cornélio Cipião Asiático perseguiu os Selêucidas que se retiravam. Antes da sua derrota na Grécia, Antíoco recrutara um novo exército, com o qual decidiu pelejar contra os romanos numa batalha total aproveitando a sua superioridade numérica. Mas cometeu o mesmo erro de todos os monarcas que pelejaram contra Roma: o de confiar na superioridade numérica para derrotar as legiões romanas, de um exército composto por grandes números de camponeses sem treino militar e de mercenários.

## A batalha
A batalha começou com uma carga da cavalaria selêucida, comandada por Antíoco III, contra a ala direita romana. A carga fez com que a ala direita se retirasse do campo, sendo perseguida pela cavalaria selêucida, que também deixou o campo para atingir o seu objetivo. O aliado romano Eumenes II de Pérgamo, comandando a ala direita do seu exército, contra-atacou o flanco esquerdo selêucida e conseguiu que estes se debandassem.
No centro, os selêucidas utilizaram as suas falanges e elefantes. O ataque romano fez com que os elefantes abandonassem o campo e assim conseguiram ladear as falanges e destruí-las.
Apesar da presença de Aníbal e Cipião o Africano durante a campanha, nenhum dos dois ostentou um posto relevante durante a batalha, pois enquanto Aníbal teve de conformar-se com ser um assessor militar de Antíoco devido aos conselhos dos seus cortesãos, Cipião encontrava-se na cama, enfermo.

## Consequências

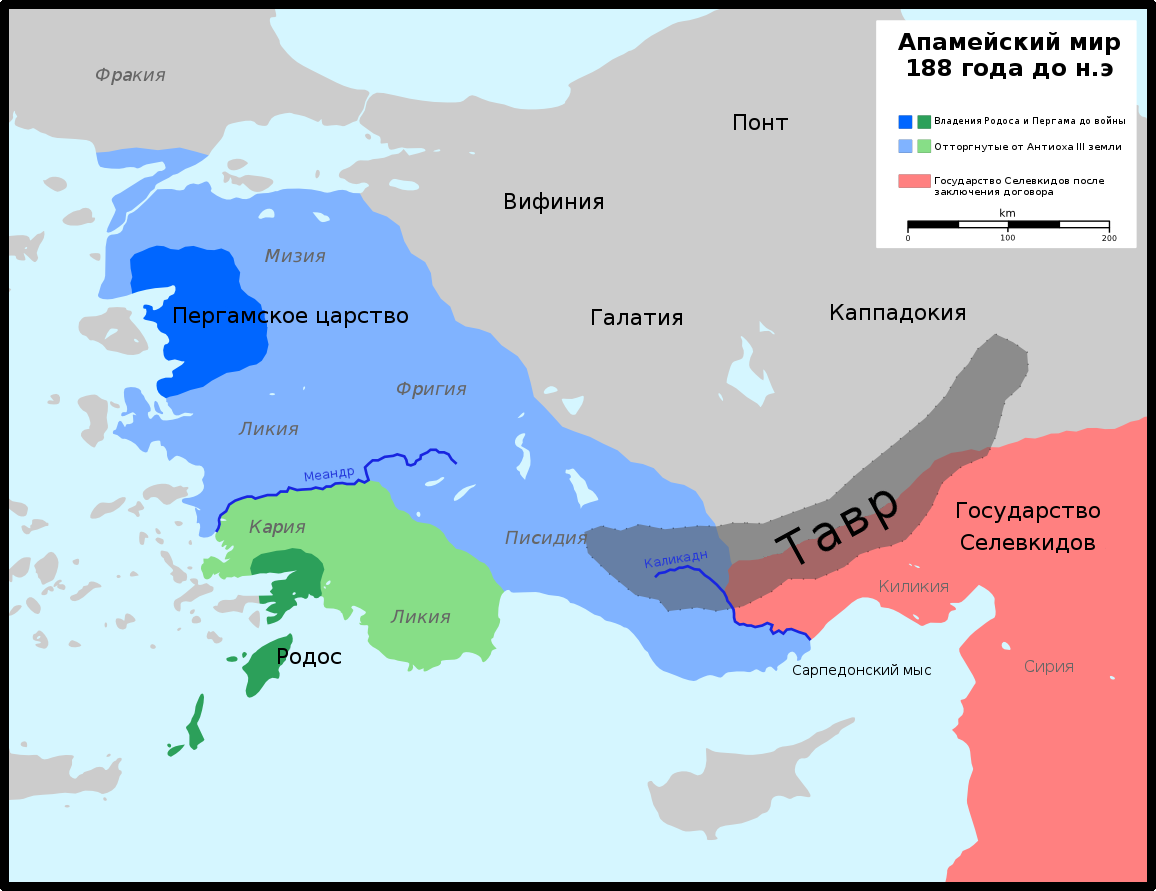
Tratado proposto na Paz de Apameia

Após um armistício pactuado entre Antíoco e Roma, o exército romano travou uma campanha contra os gálatas, que socavaria politicamente a posição dos selêucidas na Ásia Menor. Os romanos tiveram uma enorme vantagem ao longo da sua campanha graças ao seu muito mais limitado objetivo político. Todos os pequenos poderes tiveram a chance de se aliarem com Roma, porque esta não tratava de anexá-los. Pelo contrário, a estratégia de Antíoco nunca tivera senso. Antíoco descobriu que o mar Egeu era uma fronteira natural para um Estado baseado na Babilônia, como fez antes de ele Xerxes I de Pérsia. Se Antíoco queria avançar em Grécia, precisava uma posição de poderio naval relevante no Mediterrâneo antes de enviar o seu exército para ocidente.
Após a vitória romana, Antíoco III viu-se obrigado a assinar a Paz de Apameia, na que foi obrigado a pagar uma enorme indenização de guerra de 15.000 talentos com a renúncia a importantes territórios na Ásia Menor. Os montes Tauro tornaram-se a nova fronteira. A armada selêucida também se viu limitada pelos tratados. O tratado seria o começo da decadência do Império Selêucida.
Pontos de vista alternativos afirmam que a verdadeira ameaça para o Império Selêucida chegou de leste. O Tauro é uma fronteira facilmente defendível, e aos selêucidas convinha-lhes evitar fazer  face à turbulência política de Grécia e deixar uma grande distância entre eles e Roma. A maioria das terras perdidas somente foram conquistadas em 213 a.C. Grande parte do Império Selêucida desse momento não chegou a voltar a ver um exército romano nos tempos sucessivos. A potência econômica dos selêucidas foi a Babilônia, que nunca se consolidou no Império Romano.
Enquanto a Lúcio Cornélio Cipião, o comandante romano responsável pela vitória, foi-lhe concedido o apelido de "Asiático". 